# Unité urbaine de Céret
L'unité urbaine de Céret est une unité urbaine française centrée sur la commune de Céret, dans le département des Pyrénées-Orientales, en région Occitanie.

## Données générales
Dans le zonage réalisé par l'Insee en 2010, l'unité urbaine était composée de quatre communes.
Dans le nouveau zonage réalisé en 2020, elle est composée des quatre mêmes communes.
En 2022, avec 13 920 habitants, elle représente la 4e unité urbaine du département des Pyrénées-Orientales et occupe le 37e rang dans la région Occitanie.
En 2021, sa densité de population s'élève à 118 hab/km2. Par sa superficie, elle représente 2,87 % du territoire départemental et, par sa population, elle regroupe 2,85 % de la population du département des Pyrénées-Orientales.

## Composition 2020 de l'unité urbaine
Elle est composée des quatre communes suivantes :
| Nom                     | Code Insee | Département         | Statut       | Superficie (km2) | Population (dernière pop. légale) | Densité (hab./km2) | Modifier                                    |
| ----------------------- | ---------- | ------------------- | ------------ | ---------------- | --------------------------------- | ------------------ | ------------------------------------------- |
| Céret (ville-centre)    | 66049      | Pyrénées-Orientales | ville-centre | 37,86            | 7 544 (2022)                      | 199                | modifier les données · modifier les données |
| Maureillas-las-Illas    | 66106      | Pyrénées-Orientales | banlieue     | 42,10            | 2 859 (2022)                      | 68                 | modifier les données · modifier les données |
| Reynès                  | 66160      | Pyrénées-Orientales | banlieue     | 27,56            | 1 234 (2022)                      | 45                 | modifier les données · modifier les données |
| Saint-Jean-Pla-de-Corts | 66178      | Pyrénées-Orientales | banlieue     | 10,62            | 2 283 (2022)                      | 215                | modifier les données · modifier les données |

## Évolution démographique
| 1968  | 1975  | 1982   | 1990   | 1999   | 2010   | 2015   | 2021   |
| ----- | ----- | ------ | ------ | ------ | ------ | ------ | ------ |
| 8 039 | 8 955 | 10 331 | 11 742 | 12 550 | 13 522 | 13 808 | 13 912 |

#### Données générales
- Unité urbaine en France
- Aire d'attraction d'une ville
- Liste des unités urbaines de France

#### Données démographiques en rapport avec l'unité urbaine de Céret
- Aire d'attraction de Céret
- Arrondissement de Céret

#### Données démographiques en rapport avec les Pyrénées-Orientales
- Démographie des Pyrénées-Orientales